# Soquete SP3

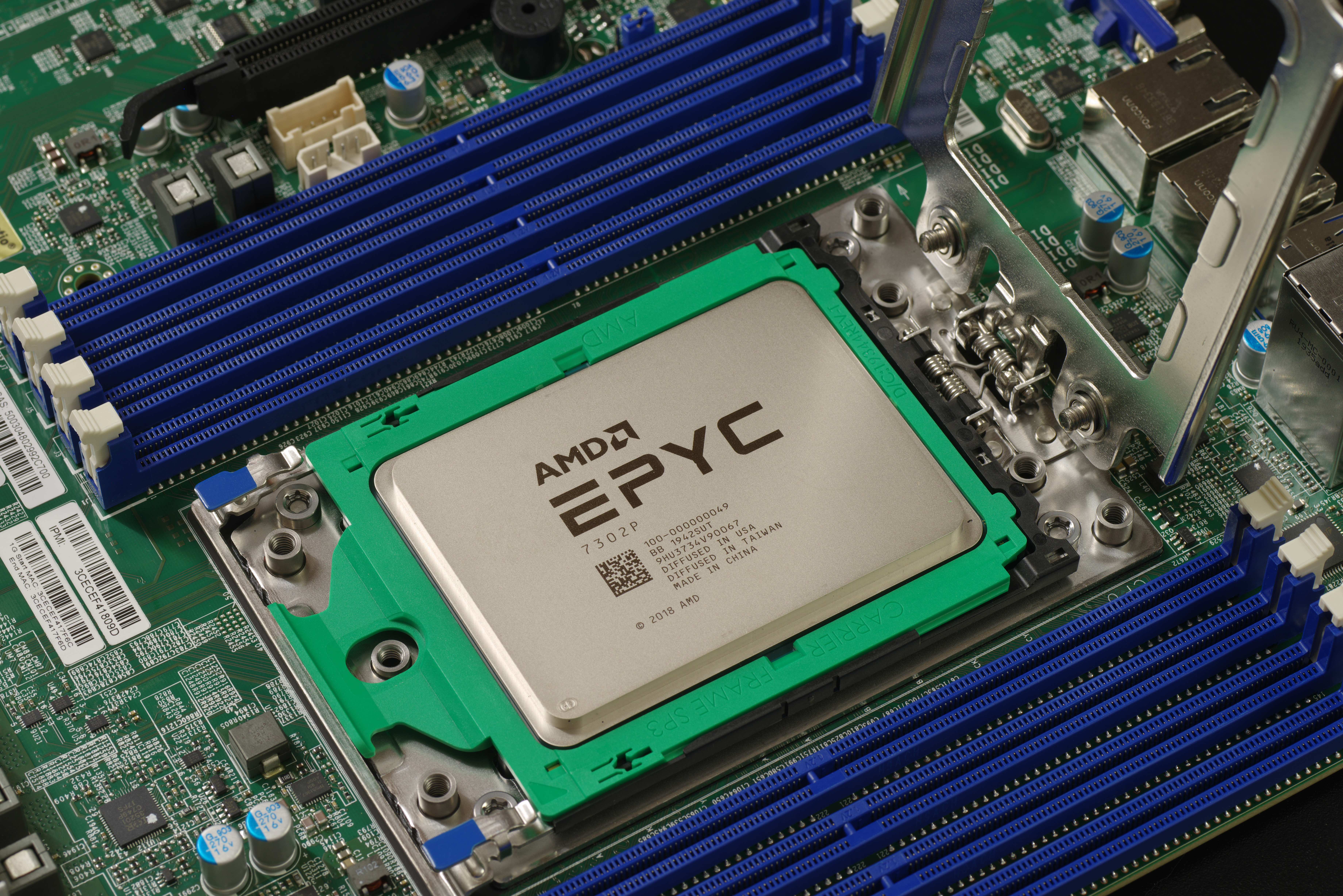
Um soquete SP3 com uma CPU EPYC instalada

Socket SP3 é um socket de CPU LGA (land grid array) com padrão de força de inserção zero projetado pela AMD com suporte para seus processadores de servidor Epyc baseados em Zen -, Zen 2 - e Zen 3, lançado em 20 de junho de 2017. Porque o soquete é do mesmo tamanho do soquete TR4 e do soquete sTRX4, os usuários podem usar coolers de CPU não apenas projetados para SP3, mas também coolers projetados para TR4 e sTRX4.

## Socket SP3r2
O Socket TR4, também conhecido como Socket SP3r2, é usado para CPUs de desktop de última geração. É fisicamente idêntico a um soquete SP3 normal com algumas conexões desabilitadas. Um soquete TR4 impedirá o uso de CPUs projetadas para soquete SP3 com um pino de ID.

## Socket SP3r3
O soquete sTRX4, também conhecido como Socket SP3r3, usado para CPUs de desktop de última geração Ryzen Threadripper (Threadripper 3000X), é fisicamente idêntico ao soquete SP3 normal com algumas conexões desabilitadas e é o sucessor do Socket TR4 (SP3r2).

## Socket SP3r4
O soquete sWRX8, também conhecido como soquete SP3r4, é usado para CPUs de desktop de estação de trabalho Ryzen Threadripper Pro 3000WX e Ryzen Threadripper Pro 5000WX. É fisicamente idêntico ao soquete SP3 normal, com algumas conexões reaproveitadas.